# Закон Японії про Парламент
Закон про Парламент (яп. 国会法, こっかいほう, коккай-хо) — закон Японії № 79 від 30 квітня 1947 року, який доповнює положення Конституції Японії. Визначає організацію, структуру, повноваження та діяльність Парламенту Японії, Національної парламентської бібліотеки Японії, Парламентського суду у справах імпічменту, Законодавчих відділів обох Палат Парламенту. Скасував Закон про Палати Парламенту від 1889 року. Набув чинності 3 травня 1947 року. Складається з 133 основних статей, зібраних у 18 розділах, та додатків.
Під Законом Японії про Парламент може також розумітися сукупність усіх законодавчих актів, які регулюють роботу Парламенту Японії: 
- Закон про Парламент
- Закон про щорічні витрати депутатів Парламенту, витрати на поїздки та утримання
- Закон про декларації свідків та свідчення в Палатах Парламенту
- Закон про Законодавчі відділи Палат Парламенту
- Закон про службовців Парламенту
- Закон про Адміністративні відділи Палат Парламенту
- Закон про Національну парламентську бібліотеку
- Правила Палати представників
- Правила Палати радників

та інші дотичні нормативні акти.